# Elecciones regionales de Falcón de 2025
Las elecciones regionales del Estado Falcón de 2025 se realizaron el 25 de mayo respectivamente, para elegir al gobernador del Estado y a los 11 diputados al Consejo Legislativo. Es la undécima elección regional a realizarse en el estado.

## Candidaturas a Gobernador
| Candidato       | Partido / Alianza                  | Partido / Alianza                     | Ref         |
| --------------- | ---------------------------------- | ------------------------------------- | ----------- |
| Víctor Clark G  |                                    | Partido Socialista Unido de Venezuela | [ 1 ]       |
| Víctor Clark G  | Gran Polo Patriótico Simón Bolívar |                                       | [ 1 ]       |
| Oscar Garcia    |                                    | COPEI (intervenido)                   | [ 2 ] [ 3 ] |
| Oscar Garcia    | Primero Venezuela                  |                                       | [ 2 ] [ 3 ] |
| Oscar Garcia    | Primero Justicia (intervenido)     |                                       | [ 2 ] [ 3 ] |
| Oscar Garcia    | Unidad Visión Venezuela            |                                       | [ 2 ] [ 3 ] |
| Oscar Garcia    | Cambiemos Movimiento Ciudadano     |                                       | [ 2 ] [ 3 ] |
| Oscar Garcia    | Venezuela Unidad                   |                                       | [ 2 ] [ 3 ] |
| Oscar Garcia    | Voluntad Popular (intervenido)     |                                       | [ 2 ] [ 3 ] |
| Oscar Garcia    | Soluciones para Venezuela          |                                       | [ 2 ] [ 3 ] |
| Oscar Garcia    | Confederación Nacional Democrática |                                       | [ 2 ] [ 3 ] |
| Oscar Garcia    | Derecha Democrática Popular        |                                       | [ 2 ] [ 3 ] |
| Javier Bertucci |                                    | Acción Democrática (intervenido)      | [ 4 ] [ 5 ] |
| Javier Bertucci | El Cambio                          |                                       | [ 4 ] [ 5 ] |
| Javier Bertucci | Arepa Digital                      |                                       | [ 4 ] [ 5 ] |
| Javier Bertucci | Bandera Roja                       |                                       | [ 4 ] [ 5 ] |
| Javier Bertucci | MIN-Unidad                         |                                       | [ 4 ] [ 5 ] |
| Javier Bertucci | Fuerza Vecinal                     |                                       | [ 4 ] [ 5 ] |
| Javier Bertucci | Avanzada Progresista               |                                       | [ 4 ] [ 5 ] |
| Javier Bertucci | Movimiento Republicano             |                                       | [ 4 ] [ 5 ] |
| Javier Bertucci | Unión Nacional Electoral           |                                       | [ 4 ] [ 5 ] |
| Lustay Franco   |                                    | Un Nuevo Tiempo                       | [ 6 ]       |
| Lustay Franco   | Unión y Cambio                     |                                       | [ 6 ]       |
| Jorge Acosta    |                                    | Alianza del Lápiz                     | [ 7 ]       |

### Primarias del Partido Socialista Unido de Venezuela
A la medianoche del 13 de marzo, el crítico de medios de comunicación "El Piloncito" difundió en su red social Instagram una captura sobre los precandidatos que habían sido postulados por las "bases" en las elecciones primarias del PSUV para posteriormente ser candidato a gobernador.
| Postulado            | Cargos ocupados |
| -------------------- | --- |
| Jesús Montilla       | - Gobernador del Estado Falcón (2000-2008) |
| Yoel Acosta Chirinos | - Militar y político |
| Jesús Suárez Chourio | - Comandante General del Ejército Bolivariano (2017-2019) - Diputado a la Asamblea Nacional de Venezuela - Estado Apure (desde 2021)                                        |
| Víctor Clark         | - Gobernador del Estado Falcón (desde 2017) - Diputado a la Asamblea Nacional de Venezuela - Estado Falcón (2016-2017) - Ministro del Poder Popular para la Juventud (2014) |

## Candidaturas a legisladores delCLEF
El 13 de abril de 2025 fueron presentados los candidatos del Gran Polo Patriótico Simón Bolívar al Consejo Legislativo del Estado Falcón en el Club Bolivar de Coro.

### Gran Polo Patriótico Simón Bolívar
| Circunscripción | Candidato |
| --- | --------- |
| Voto lista |           |
| Claudio Jesús Thielen Guanipa (Principal)                                                                                          |           |
| Maria Mercedes Salazar Díaz (Principal)                                                                                            |           |
| Cruz Rafael Sierra Graterol (Principal)                                                                                            |           |
| Layfrank Enrique Rosillo Gutiérrez (Principal)                                                                                     |           |
| Milagros Briseida Sequera de Campos (Principal)                                                                                    |           |
| Nathaly Gabriela Hernández de Faneite (Principal)                                                                                  |           |
| Francisco Arturo Herrera Conde (Principal)                                                                                         |           |
| Etadita del Carmen Sánchez (Suplente)                                                                                              |           |
| Alberto Jean Falcón (Suplente) |           |
| Maria José Chirinos Bracho (Suplente)                                                                                              |           |
| Baldemar Antonio Acosta Alonzo (Suplente)                                                                                          |           |
| Mirian Beatriz Rodríguez Dorante (Suplente)                                                                                        |           |
| Willi Cecilio Romero Aguilera (Suplente)                                                                                           |           |
| Circuito 1 (Mauroa, Buchivacoa, Dabajuro, Urumaco, Democracia, Sucre, Bolívar, Federación, Petit y Unión)                          |           |
| Junior Efraín Campos Sangronis (Principal)                                                                                         |           |
| Romero José Vicierra Mármol (Suplente)                                                                                             |           |
| Circuito 2 (Carirubana y Los Taques)                                                                                               |           |
| Carilis Josefina Bravo Rodríguez (Principal)                                                                                       |           |
| Jaime Eduardo Barreto Sánchez (Suplente)                                                                                           |           |
| Circuito 3 (Miranda y Falcón) |           |
| Belkan Jhon Yunior Acosta Rojas (Principal)                                                                                        |           |
| Zully Grismery Manaure Chirinos (Suplente)                                                                                         |           |
| Circuito 4 (Jacura, Monseñor Iturriza, Piritu, Zamora, Tocopero, San Francisco, Colina, Palmasola, Silva, Acosta, Cacique Manaure) |           |
| Angel Gregorio Sánchez Chirino (Principal)                                                                                         |           |
| Ivis Omar Vegas Veloz (Suplente)                                                                                                   |           |

### Por el Falcón Posible
| Circunscripción | Candidato |
| --- | --------- |
| Voto lista |           |
| Aldo Ramón Cermeño Garrido |           |
| Luis Miguel Acosta Lugo |           |
| Douglas Rafael Córdova Navarro |           |
| Edgar José Ortega Meléndez |           |
| Jairo José Calles Calles |           |
| Alepsi José Herrera |           |
| Maria Joaquina Córdova Arocha |           |
| Yaritza Emilia Castro Semeco |           |
| Pedro Rafael Acosta Flores |           |
| Yelimar Coromoto Lugo Cedeño |           |
| Maria Magdalena Barón Valles |           |
| José Gregorio Garcés Morillo |           |
| Anny Josefina Zárraga Medina |           |
| Carmen Etergeva Alvarado Ordóñez                                                                                                   |           |
| Circuito 1 (Mauroa, Buchivacoa, Dabajuro, Urumaco, Democracia, Sucre, Bolívar, Federación, Petit y Unión)                          |           |
| Jesús Eduardo Loaiza Arévalo (Principal)                                                                                           |           |
| José del Carmen Galicia (Suplente)                                                                                                 |           |
| Circuito 2 (Carirubana y Los Taques)                                                                                               |           |
| José Gabriel Álvarez Zamarripa (Principal)                                                                                         |           |
| José Gregorio Garcés Morillo (Suplente)                                                                                            |           |
| Circuito 3 (Miranda y Falcón) |           |
| David José Suárez (Principal) |           |
| María Joaquina Córdoba Arocha (Suplente)                                                                                           |           |
| Circuito 4 (Jacura, Monseñor Iturriza, Piritu, Zamora, Tocopero, San Francisco, Colina, Palmasola, Silva, Acosta, Cacique Manaure) |           |
| José Gregorio Castro Rodríguez (Principal)                                                                                         |           |
| Yelimar Coromoto Lugo Cedeño (Suplente)                                                                                            |           |

### Falcón es la Razón (UNTyUnión)
| Circunscripción | Candidato                             |
| --- | ------------------------------------- |
| Voto Lista | Eduardo Peña Medina                   |
| Voto Lista | Walter Hernández Petit                |
| Voto Lista | Francisco Alvarado Arias              |
| Voto Lista | Carmen López Castellanos              |
| Voto Lista | Arnaldo Colina Palencia               |
| Voto Lista | Altimidoro Rojas Rodríguez            |
| Voto Lista | Jennifer Fergusson Graterol           |
| Voto Lista | Daniela Hernández Petit               |
| Voto Lista | Arturo Colina Acosta                  |
| Voto Lista | Catherine Hernández Timaure           |
| Voto Lista | Marianny Zarraga Martinez             |
| Voto Lista | Solmari Garcia Morillo                |
| Circuito 1 (Mauroa, Buchivacoa, Dabajuro, Urumaco, Democracia, Sucre, Bolívar, Federación, Petit y Unión)                          | Solmari Garcia Morillo (Principal)    |
| Circuito 1 (Mauroa, Buchivacoa, Dabajuro, Urumaco, Democracia, Sucre, Bolívar, Federación, Petit y Unión)                          | Gustavo Piña Labarca (Suplente)       |
| Circuito 2 (Carirubana y Los Taques)                                                                                               | Rubén Arias Barreno (Principal)       |
| Circuito 2 (Carirubana y Los Taques)                                                                                               | Deisy Hermoso de Di Lorito (Suplente) |
| Circuito 3 (Miranda y Falcón) | Leopoldo Arteaga Zea (Principal)      |
| Circuito 3 (Miranda y Falcón) | Marianny Zarraga Martinez (Suplente)  |
| Circuito 4 (Jacura, Monseñor Iturriza, Piritu, Zamora, Tocopero, San Francisco, Colina, Palmasola, Silva, Acosta, Cacique Manaure) | Tulio Mendoza Arias (Principal)       |
| Circuito 4 (Jacura, Monseñor Iturriza, Piritu, Zamora, Tocopero, San Francisco, Colina, Palmasola, Silva, Acosta, Cacique Manaure) | Grecia Cardozo Camargo (Suplente)     |

### Falcón Renace Con Fé
| Circunscripción | Candidato                            |
| --- | ------------------------------------ |
| Voto Lista | María Angélica Raffe                 |
| Voto Lista | Cruz Miquilena Castillo              |
| Voto Lista | Francisco Duran Subero               |
| Voto Lista | Miguel Piña Díaz                     |
| Voto Lista | Héctor Olivares Nuñez                |
| Voto Lista | Tony José Colina                     |
| Voto Lista | Mario Borja Maldonado                |
| Voto Lista | Jorge Roque Nava                     |
| Voto Lista | Gregorio Ramón Trómpiz               |
| Voto Lista | Ana Ysabel Jordania                  |
| Voto Lista | Sulay Marina González                |
| Voto Lista | Wilkellys Egurrola Romero            |
| Voto Lista | Roxana Morillo Jordania              |
| Voto Lista | Jesús Yohan Primera                  |
| Circuito 1 (Mauroa, Buchivacoa, Dabajuro, Urumaco, Democracia, Sucre, Bolívar, Federación, Petit y Unión)                          | Rolando Gutiérrez Díaz (Principal)   |
| Circuito 1 (Mauroa, Buchivacoa, Dabajuro, Urumaco, Democracia, Sucre, Bolívar, Federación, Petit y Unión)                          | Yangelys Medina Raga (Suplente)      |
| Circuito 2 (Carirubana y Los Taques)                                                                                               | Jesús Robertis Mora (Principal)      |
| Circuito 2 (Carirubana y Los Taques)                                                                                               | Marlis Marin Ochoa (Suplente)        |
| Circuito 3 (Miranda y Falcón) | Gladys Lara de Aranguren (Principal) |
| Circuito 3 (Miranda y Falcón) | Jorge Montero Colina (Suplente)      |
| Circuito 4 (Jacura, Monseñor Iturriza, Piritu, Zamora, Tocopero, San Francisco, Colina, Palmasola, Silva, Acosta, Cacique Manaure) | Yazmili Rosibele Llovera (Principal) |
| Circuito 4 (Jacura, Monseñor Iturriza, Piritu, Zamora, Tocopero, San Francisco, Colina, Palmasola, Silva, Acosta, Cacique Manaure) | Ellis Garcia Higuera (Suplente)      |

### Alianza del Lápiz
| Circunscripción | Candidato                           |
| --- | ----------------------------------- |
| Voto Lista | Ulimar Garcia Lugo                  |
| Voto Lista | Carlos Pulgar Chiquito              |
| Voto Lista | Barbara Sangronis Yánez             |
| Voto Lista | Richard Colina Marchan              |
| Voto Lista | Richard Colina Barreno              |
| Voto Lista | Dobeiris Colina Barreno             |
| Voto Lista | Leobaldo Ferrer Naveda              |
| Voto Lista | Genesis Ferrer Naveda               |
| Circuito 1 (Mauroa, Buchivacoa, Dabajuro, Urumaco, Democracia, Sucre, Bolívar, Federación, Petit y Unión)                          | - (Principal)                       |
| Circuito 1 (Mauroa, Buchivacoa, Dabajuro, Urumaco, Democracia, Sucre, Bolívar, Federación, Petit y Unión)                          | - (Suplente)                        |
| Circuito 2 (Carirubana y Los Taques)                                                                                               | Luisa Manzini Nuñez (Principal)     |
| Circuito 2 (Carirubana y Los Taques)                                                                                               | Juan Ramones Núñez (Suplente)       |
| Circuito 3 (Miranda y Falcón) | Jorge González Ferreira (Principal) |
| Circuito 3 (Miranda y Falcón) | Juan Acosta Marín (Suplente)        |
| Circuito 4 (Jacura, Monseñor Iturriza, Piritu, Zamora, Tocopero, San Francisco, Colina, Palmasola, Silva, Acosta, Cacique Manaure) | Charles Hernandez Arias (Principal) |
| Circuito 4 (Jacura, Monseñor Iturriza, Piritu, Zamora, Tocopero, San Francisco, Colina, Palmasola, Silva, Acosta, Cacique Manaure) | Omar Martínez Hernández (Suplente)  |

## Resultados
|  | 83.44 % |

|  | 6.47 % |

|  | 5.28 % |

|  | 4.42 % |

|  | 0.37 % |

### Resultados por municipio
| Municipio     | Víctor Clark | Víctor Clark | Oscar Garcia | Oscar Garcia | Javier Bertucci | Javier Bertucci | Lustay Franco | Lustay Franco | Jorge Acosta | Jorge Acosta | Total/Participación | Total/Participación |      |
| Municipio     | Votos        | %            | Votos        | %            | Votos           | %               | Votos         | %             | Votos        | %            | Votos               | %                   |      |
| ------------- | ------------ | ------------ | ------------ | ------------ | --------------- | --------------- | ------------- | ------------- | ------------ | ------------ | ------------------- | ------------------- | ---- |
| Municipio     | Acosta       | 2.903        | 73.25        | 126          | 3.18            | 172             | 4.34          | 759           | 19.15        | 3            | 0.08                | 3.963               | 27.2 |
| Bolívar       | 2.478        | 94.69        | 51           | 1.95         | 47              | 1.80            | 38            | 1.45          | 3            | 0.11         | 2.617               | 37.5                |      |
| Buchivacoa    | 5.141        | 92.3         | 238          | 4.27         | 121             | 2.17            | 67            | 1.2           | 3            | 0.05         | 5.570               | 29.3                |      |
| Manaure       | 1.725        | 84.68        | 77           | 3.78         | 71              | 3.49            | 161           | 7.90          | 3            | 0.15         | 2.037               | 20.4                |      |
| Carirubana    | 35.860       | 80.21        | 3.455        | 7.73         | 3.045           | 6.81            | 2.032         | 4.54          | 317          | 0.71         | 44.709              | 23.9                |      |
| Colina        | 6.855        | 82.41        | 605          | 7.27         | 561             | 6.74            | 262           | 3.15          | 35           | 0.42         | 8.318               | 26.1                |      |
| Dabajuro      | 4.674        | 88.96        | 295          | 5.61         | 148             | 2.82            | 127           | 2.42          | 10           | 0.19         | 5.254               | 26.0                |      |
| Democracia    | 3.198        | 93.87        | 85           | 2.49         | 73              | 2.14            | 49            | 1.44          | 2            | 0.06         | 3.407               | 35.2                |      |
| Falcón        | 10.208       | 88.32%       | 716          | 6.19         | 399             | 3.45            | 204           | 1.77          | 31           | 0.27         | 11.558              | 29.1                |      |
| Federación    | 5.864        | 84.08        | 619          | 8.88         | 345             | 4.95            | 129           | 1.85          | 17           | 0.24         | 6.974               | 30.0                |      |
| Jacura        | 3.082        | 96.16        | 52           | 1.62         | 41              | 1.28            | 30            | 0.94          | 0            | 0.00         | 3.205               | 32.6                |      |
| Los Taques    | 9.696        | 82.72        | 954          | 8.14         | 708             | 6.04            | 307           | 2.62          | 57           | 0.49         | 11.722              | 28.8                |      |
| Mauroa        | 5.838        | 91.36        | 213          | 3.33         | 173             | 2.71            | 152           | 2.38          | 14           | 0.22         | 6.390               | 30.6                |      |
| Miranda       | 41.966       | 79.92        | 4.943        | 9.41         | 3.312           | 6.31            | 2.098         | 4.00          | 188          | 0.36         | 52.507              | 31.2                |      |
| Iturriza      | 4.810        | 92.79        | 164          | 3.16         | 101             | 1.95            | 98            | 1.89          | 11           | 0.21         | 5.184               | 29.7                |      |
| Palmasola     | 2.168        | 97.44        | 31           | 1.39         | 15              | 0.67            | 10            | 0.45          | 1            | 0.04         | 2.225               | 49.3                |      |
| Petit         | 3.690        | 93.09        | 107          | 2.70         | 74              | 1.87            | 88            | 2.22          | 5            | 0.13         | 3.964               | 36.5                |      |
| Píritu        | 2.461        | 92.76        | 56           | 2.11         | 55              | 2.07            | 54            | 2.04          | 27           | 1.02         | 2.653               | 28.9                |      |
| San Francisco | 1.838        | 77.39        | 50           | 2.11         | 395             | 16.63           | 92            | 3.87          | 0            | 0.00         | 2.375               | 23.6                |      |
| Silva         | 6.105        | 69.38        | 234          | 2.66         | 498             | 5.66            | 1.945         | 22.1          | 18           | 0.2          | 8.800               | 30.6                |      |
| Sucre         | 1.919        | 91.08        | 131          | 6.22         | 38              | 1.8             | 15            | 0.71          | 4            | 0.19         | 2.107               | 36.4                |      |
| Tocópero      | 1.854        | 87.99        | 121          | 5.74         | 60              | 2.85            | 65            | 3.08          | 7            | 0.33         | 2.107               | 34.3                |      |
| Unión         | 4.014        | 91.35        | 164          | 3.73         | 108             | 2.46            | 104           | 2.37          | 4            | 0.09         | 4.394               | 34.7                |      |
| Urumaco       | 2.790        | 92.25        | 60           | 2.05         | 41              | 1.40            | 32            | 1.09          | 6            | 0.20         | 2.929               | 37.8                |      |
| Zamora        | 5.937        | 82.53        | 454          | 6.31         | 331             | 4.6             | 453           | 6.30          | 19           | 0.26         | 7.194               | 27.6                |      |

Fuente: Regionales - Macedonia del Norte - Giuseppe Gangi